# Grand Prix automobile de Tchécoslovaquie 1932

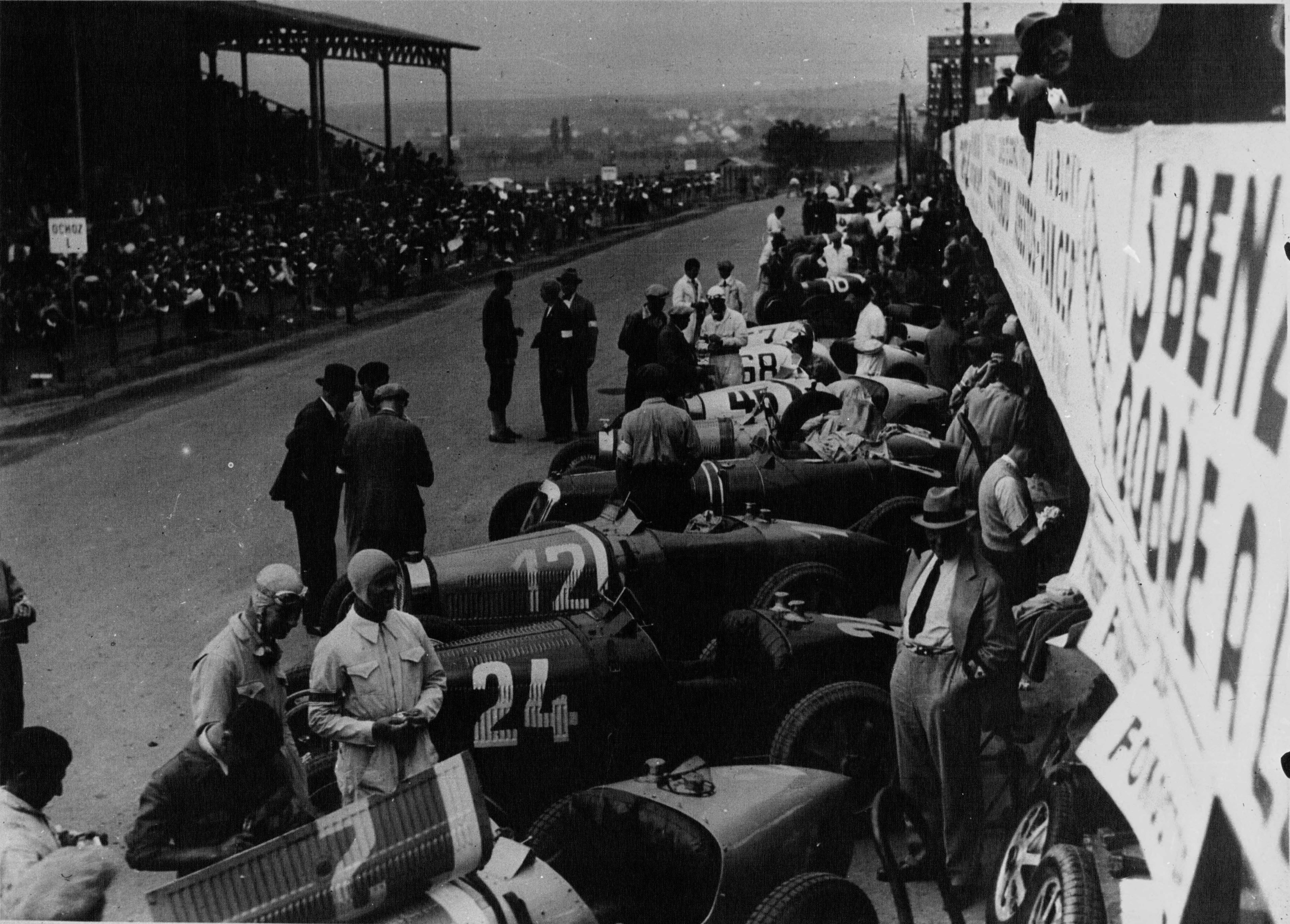
Les voitures au départ.

Le Grand Prix automobile de Tchécoslovaquie 1932 (III Masarykuv Okruh) est un Grand Prix qui s'est tenu sur le circuit de Brno le 4 septembre 1932 et disputé par deux classes de véhicules : les véhicules de plus de 1 500 cm3 et les véhicules de moins de 1 500 cm3 (voiturettes). Les deux classes de véhicules sont parties simultanément, les véhicules de plus de 1 500 cm3 occupent la première partie de la grille et ont à parcourir dix-neuf tours, quand les véhicules de moins de 1 500 cm3 occupent la deuxième partie de la grille et ont à parcourir dix-sept tours.

## Grille de départ
| 1re ligne | Pos. 1            |                        | Pos. 2              |
|           | Chiron Bugatti    |                        | Nuvolari Alfa Romeo |
| 2e ligne  |                   | Pos. 3                 |                     |
|           |                   | Borzacchini Alfa Romeo |                     |
| 3e ligne  | Pos. 4            |                        | Pos. 5              |
|           | Brivio Alfa Romeo |                        | Lehoux Bugatti      |
| 4e ligne  |                   | Pos. 6                 |                     |
|           |                   | Bouriat Bugatti        |                     |
| 5e ligne  | Pos. 7            |                        | Pos. 8              |
|           | Štasný Bugatti    |                        | Kubiček Bugatti     |
| 6e ligne  |                   | Pos. 9                 |                     |
|           |                   | Varzi Bugatti          |                     |
| 10e ligne | Pos. 10           |                        |                     |
|           | Fagioli Maserati  |                        |                     |
| 8e ligne  | Pos. 12           |                        | Pos. 13             |
|           | Macher DKW        |                        | Sojka Bugatti       |
| 9e ligne  |                   | Pos. 14                |                     |
|           |                   | Rose-Itier Bugatti     |                     |
| 10e ligne | Pos. 15           |                        | Pos. 16             |
|           | Simons Bugatti    |                        | Szczyzycki Wikov    |
| 11e ligne |                   | Pos. 17                |                     |
|           |                   | Konečnik Wikov         |                     |
| 12e ligne | Pos. 18           |                        | Pos. 19             |
|           | Hoštálek « Z »    |                        | Veyron Maserati     |
| 13e ligne |                   | Pos. 20                |                     |
|           |                   | Burggaller Bugatti     |                     |
| 14e ligne | Pos. 21           |                        | Pos. 22             |
|           | E. Maserati       |                        | Hartmann Bugatti    |

## Classement de la course

### Course des voitures de Grand Prix

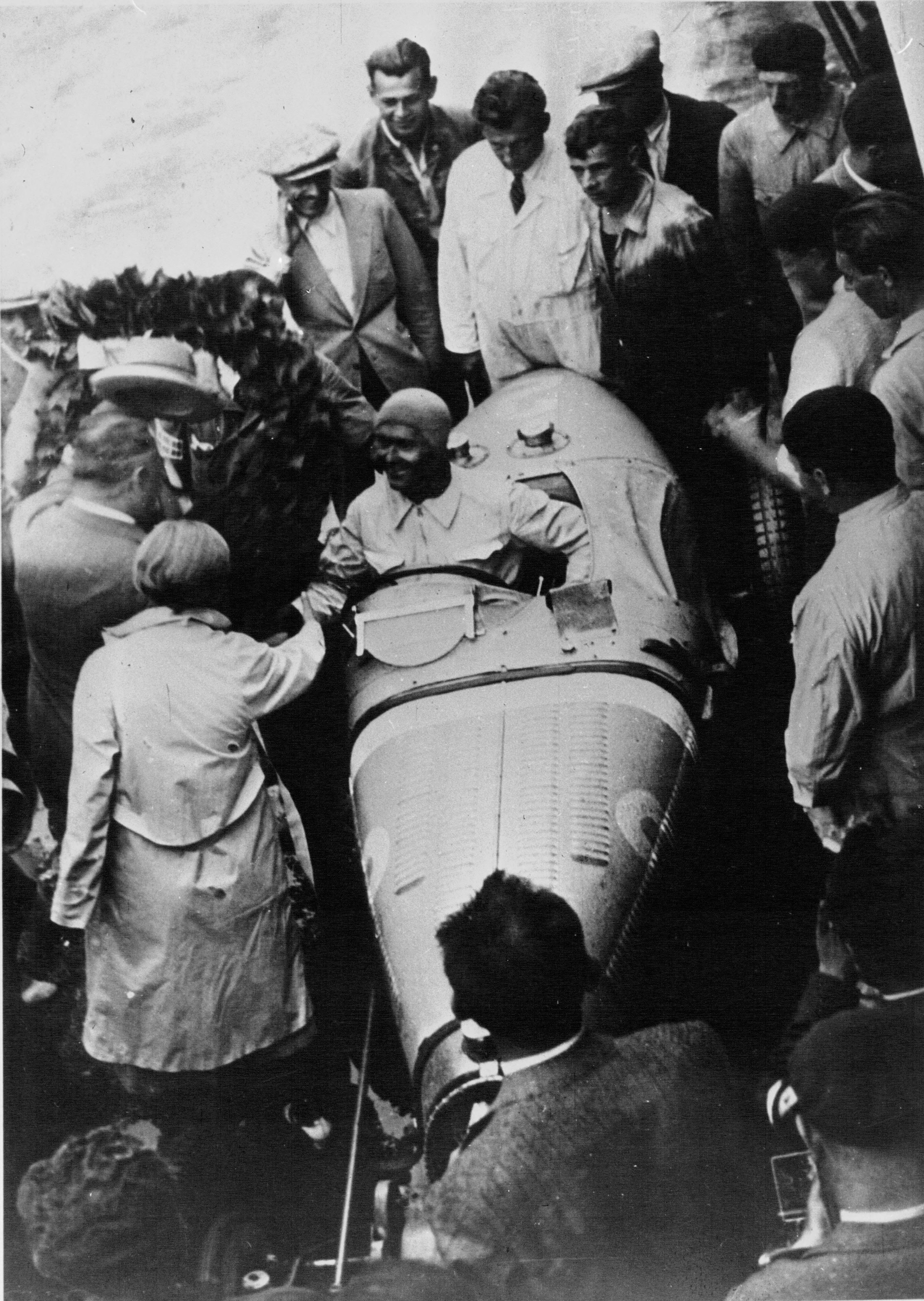
Louis Chiron, le vainqueur de l'épreuve.

| Pos. | no | Pilote              | Écurie                     | Châssis          | Tours | Temps/Abandon                  | Grille |
| ---- | -- | ------------------- | -------------------------- | ---------------- | ----- | ------------------------------ | ------ |
| 1    | 2  | Louis Chiron        | Automobiles Ettore Bugatti | Bugatti Type 51  | 17    | 4 h 37 min 29 s 7 (107,1 km/h) | 1      |
| 2    | 28 | Luigi Fagioli       | Officine Alfieri Maserati  | Maserati 8C 3000 | 17    | + 5 min 0 s 8                  | 11     |
| 3    | 4  | Tazio Nuvolari      | Scuderia Ferrari           | Alfa Romeo Monza | 17    | + 28 min 50 s 4                | 2      |
| 4    | 8  | Antonio Brivio      | Scuderia Ferrari           | Alfa Romeo Monza | 17    | + 30 min 34 s 0                | 4      |
| Nc.  | 18 | Josef Štasný        | Privé                      | Bugatti Type 35B | 17    | Temps maximum dépassé          | 7      |
| Abd. | 6  | Baconin Borzacchini | Scuderia Ferrari           | Alfa Romeo Monza | 9     | Différentiel                   | 3      |
| Abd. | 14 | Guy Bouriat         | Automobiles Ettore Bugatti | Bugatti Type 51  | 6     | Allumage                       | 6      |
| Abd. | 12 | Marcel Lehoux       | Privé                      | Bugatti Type 51  | 6     | Allumage                       | 5      |
| Abd. | 22 | Jan Kubiček         | Privé                      | Bugatti Type 35B | 3     | Perte d'une roue               | 8      |
| Abd. | 24 | Achille Varzi       | Automobiles Ettore Bugatti | Bugatti Type 51  | 2     | Blessure à l'œil               | 9      |
| Np.  | 10 | Eugenio Siena       | Scuderia Ferrari           | Alfa Romeo Monza |       | Accident aux essais            |        |

- Légende: Abd.=Abandon ; Nc.=Non classé ; Np.=Non partant

### Course des voiturettes
| Pos. | no | Pilote                   | Écurie                    | Châssis           | Tours | Temps/Abandon                 | Grille |
| ---- | -- | ------------------------ | ------------------------- | ----------------- | ----- | ----------------------------- | ------ |
| 1    | 68 | Ernst Günther Burggaller | Privé                     | Bugatti Type 51A  | 15    | 4 h 31 min 28 s 7 (96,6 km/h) | 20     |
| 2    | 66 | Pierre Veyron            | Privé                     | Maserati Tipo 26  | 15    | + 14 min 13 s 7               | 19     |
| 3    | 40 | Bruno Sojka              | Privé                     | Bugatti Type 37A  | 15    | + 16 min 29 s 0               | 13     |
| 4    | 72 | Ernesto Maserati         | Officine Alfieri Maserati | Maserati 4CM 1100 | 15    | + 38 min 43 s 1               | 21     |
| 5    | 36 | Gerhard Macher           | Privé                     | DKW               | 15    | + 39 min 45 s 0               | 12     |
| 6    | 54 | Adolf Szczyzycki         | Privé                     | Wikov 7 28        | 15    | + 40 min 50 s 7               | 16     |
| Nc.  | 56 | Jaroslav Konečnik        | Wikov Factory             | Wikov 7 28        | 14    | Temps maximum dépassé         | 17     |
| Abd. | 74 | László Hartmann          | Privé                     | Bugatti Type 37A  | 13    | Mécanique                     | 22     |
| Abd. | 46 | Hans Simons              | PiLeSi Racing Team        | Bugatti Type 37A  | 10    | Butée d'embrayage             | 15     |
| Abd. | 60 | Frantisek Hoštálek       | Privé                     | « Z » Z 13        | 8     | Panne moteur                  | 18     |
| Abd. | 22 | Anne-Cecile Rose-Itier   | Privé                     | Bugatti Type 37A  | 3     | Défaillance moteur            | 14     |

- Légende: Abd.=Abandon ; Nc.=Non classé

## Pole position et record du tour
- Voitures de Grand Prix
  - Pole position :  Louis Chiron (Bugatti) par tirage au sort.
  - Meilleur tour en course :  Louis Chiron (Bugatti) en 14 min 44 s 9 (118,6 km/h) au treizième tour.
- Voiturettes
  - Pole position :  Gerhard Macher (DKW) par tirage au sort.
  - Meilleur tour en course :  Ernst Günther Burggaller (Bugatti) en 16 min 44 s 4 (104,4 km/h) au onzième tour.

## Tours en tête
- Voitures de Grand Prix :
  -  Baconin Borzacchini : 1 tour (1)
  -  Tazio Nuvolari : 8 tours (2-9)
  -  Louis Chiron : 8 tours (10-17)
- Voiturettes :
  -  Pierre Veyron : 1 tour (1)
  -  Ernesto Maserati : 8 tour (2 / 9-15)
  -  Ernst Günther Burggaller : 6 tours (3-8)